# Sigurd Andersen
Sigurd Andersen (2 gennaio 1903 – 23 giugno 1962) è stato un calciatore norvegese, di ruolo attaccante.

## Carriera

### Club
Andersen vestì la maglia del Mjøndalen. Con questa maglia, vinse due edizioni della Norgesmesterskapet: 1933 e 1934.

### Nazionale
Conta 3 presenze e 2 reti per la Norvegia. Esordì il 3 giugno 1928, trovando anche il gol nella vittoria per 0-6 sulla Finlandia, a Helsinki.

## Palmarès

### Club

#### Competizioni nazionali
- Coppa di Norvegia: 2

Mjøndalen: 1933, 1934